# Fulda (Minnesota)
Fulda ist eine Kleinstadt (mit dem Status City) im Murray County in Minnesota. Das U.S. Census Bureau hat bei der Volkszählung 2020 eine Einwohnerzahl von 1.371 ermittelt. Die Stadt wurde nach dem gleichnamigen, in Osthessen gelegenen Fulda benannt.

## Geografie
Fulda ist im Südwesten von Minnesota gelegen und gehört zur Coteau des Prairies. Südlich der Stadt liegt der Lake Fulda. Nach Angaben des United States Census Bureau beträgt die Fläche der Stadt 2,7 Quadratkilometer, davon sind 0,2 Quadratkilometer Wasserflächen.

## Geschichte
Sein Entstehen verdankt die Siedlung dem Eisenbahnbau. Die Planungen waren im Juli 1879 abgeschlossen. In der Worthington Advance vom 7. August 1879 wurde berichtet, dass die neue Stadt am Lake Seven Mile, Fulda genannt wird und ein Hotel errichtet worden war. Dem ersten deutschen Pfarrer der Gemeinde, Missionspfarrer Charles Koeberl, war es zu verdanken, dass die Siedlung den Namen Fulda erhielt. Im Dezember 1879 gab es in der neuen Ansiedlung bereits 11 Anwesen (darunter eine Mühle) mit rund 150 Siedlern. Am 1. Dezember 1881 fand die erste Kommunalwahl in Fulda statt. So wird denn auch das offizielle Gründungsdatum mit dem 21. November 1881 angegeben.

## Demografische Daten
Nach der Volkszählung im Jahr 2010 lebten in Fulda 1318 Menschen in 566 Haushalten. Die Bevölkerungsdichte betrug 527,2 Einwohner pro Quadratkilometer. In den 566 Haushalten lebten statistisch je 2,17 Personen.
Ethnisch betrachtet setzte sich die Bevölkerung zusammen aus 91,7 Prozent Weißen, 0,8 Prozent Afroamerikanern, 0,4 Prozent amerikanischen Ureinwohnern, 4,2 Prozent Asiaten sowie 1,5 Prozent aus anderen ethnischen Gruppen; 1,5 Prozent stammten von zwei oder mehr Ethnien ab. Unabhängig von der ethnischen Zugehörigkeit waren 3,3 Prozent der Bevölkerung spanischer oder lateinamerikanischer Abstammung.
21,8 Prozent der Bevölkerung waren unter 18 Jahre alt, 51,7 Prozent waren zwischen 18 und 64 und 26,5 Prozent waren 65 Jahre oder älter. 53,9 Prozent der Bevölkerung war weiblich.
Das mittlere jährliche Einkommen eines Haushalts lag bei 42.604 USD. Das Pro-Kopf-Einkommen betrug 21.995 USD. 12,4 Prozent der Einwohner lebten unterhalb der Armutsgrenze.

## Bekannte Bewohner
- Harold Hotelling (1895–1973) – Statistiker und Ökonom
- Arvid Kramer (* 1956 in Fulda), Basketballspieler und Sportmanager